# جيمي سييرا
جيمي سييرا (بالإسبانية: Jimmy Sierra) هو عداء سريع كولومبي، ولد في 19 يوليو 1949 في كالي في كولومبيا.

## وصلات خارجية
- جيمي سييرا على موقع أوليمبيديا (الإنجليزية)